# Ozana wynadensis
Ozana wynadensis är en fjärilsart som beskrevs av Embrik Strand 1917. Ozana wynadensis ingår i släktet Ozana och familjen nattflyn. Inga underarter finns listade i Catalogue of Life.